# Degenerovaný plyn
Degenerovaný plyn je plyn s tak vysokou hustotou, že jeho fyzikální vlastnosti se v důsledku kvantových efektů podstatně odlišují od vlastností ideálního plynu (stavová rovnice).
Kinetická energie částic a tlak degenerovaného plynu nezávisí na teplotě, ale jen na hustotě, tj. na počtu částic v jednotkovém objemu. Hustota, při které se plyn degeneruje, závisí na hmotnosti částic plynu: Čím je hmotnost částic vyšší, tím vyšší hustota podmiňuje vznik degenerovaného plynu. Při hustotách okolo 5 · 103 g·cm−3 nastává degenerace elektronového plynu (elektronová degenerace), která se vyskytuje např. v bílých trpaslících. Gradient tlaku tohoto degenerovaného plynu udržuje hvězdu v rovnovážném stavu bez ohledu na její vnitřní teplotu (vnitřní stavba hvězd). Při hustotách okolo 1012 g·cm−3 nastává degenerace neutronového plynu (neutronová degenerace), který vzniknul neutronizací, tj. „vtlačením“ elektronů do jader atomů, čímž se v jádrech změnily protony na neutrony a jádra se slila. Tento stav degenerovaného plynu se vyskytuje v neutronových hvězdách. V hypotetických kvarkových hvězdách dochází ke kvarkové degeneraci, kdy obrovský tlak v jádru hvězdy rozbije neutrony a uvolní jednotlivé kvarky, zejména u, d, s.